# فرط التنقل
فرط التنقل (Hypermobile) هم «أفراد يتمتعون بدرجة عالية من التنقل» ويقومون «برحلات متكررة، غالبًا عبر مسافات بعيدة». إنهم «يمثلون نسبة كبيرة من إجمالي الكيلومترات المقطوعة، لا سيما عن طريق الجو». يساهم هؤلاء الأشخاص بشكل كبير في العدد الإجمالي للأميال الجوية التي يتم نقلها داخل مجتمع معين. على الرغم من أن المخاوف من فرط الحركة تنطبق على العديد من وسائل النقل، إلا أن التأثير البيئي للطيران وخاصة انبعاثات غازات الاحتباس الحراري قد ركزت بشكل خاص على الطيران. من بين أسباب هذا التركيز أن هذه الانبعاثات، نظرًا لأنها تحدث على ارتفاعات عالية، لها تأثير مناخي يُقدر عمومًا بأنه 2.7 أعلى من نفس الانبعاثات إذا تم إنتاجها على مستوى الأرض.
على الرغم من أن مقدار الوقت الذي يقضيه الأشخاص في الحركة ظل ثابتًا منذ عام 1950، إلا أن التحول من الأقدام والدراجات إلى السيارات والطائرات زاد من سرعة السفر بمقدار خمسة أضعاف. ينتج عن هذا تأثير مزدوج لمناطق أوسع وأكثر ضحالة من النشاط الاجتماعي حول كل شخص (يتفاقم أكثر من خلال الاتصالات الإلكترونية التي يمكن اعتبارها شكلاً من أشكال التنقل الافتراضي)، وتدهور البيئة الاجتماعية والمادية الناجم عن السرعة العالية حركة المرور (كما نظري من قبل المصمم الحضري دونالد أبليارد).
يتم إحداث التغييرات محليًا بسبب استخدام السيارات والطرق السريعة ودوليًا بواسطة الطائرات. تتضمن بعض التهديدات الاجتماعية للحركة المفرطة ما يلي:
- المزيد من الاستقطاب بين الأغنياء والفقراء
- انخفاض الصحة واللياقة البدنية

لاحظ الباحثون الخصائص التي تسبب الإدمان للسفر السريع.
يُنظر إلى استخدام الإنترنت على نطاق واسع باعتباره عاملاً مساهماً في زيادة قابلية الحركة بسبب السهولة المتزايدة التي تتيح السفر ليكون مرغوباً ومنظماً. إلى الحد الذي يحفز فيه الإنترنت السفر، فإنه يمثل فرصة ضائعة لتقليل الانبعاثات الإجمالية لأن الاتصال عبر الإنترنت هو بديل مباشر للسفر المادي.
نشأ مصطلح فرط الحركة حوالي عام 1980 فيما يتعلق بتدفق رأس المال، ومنذ أوائل التسعينيات أشار أيضًا إلى السفر المفرط (excessive travel). [ انظر: Hepworth و Ducatel (1992)؛ وايتليغ (1993)؛ لوي (1994)؛ فان دير ستويب (1995)؛ شيلدز (1996)؛ كوكس (1997)؛ Adams (1999)؛ خيستي وزيتلر (2001). Gössling et al. (2009)؛ Mander & Randles (2009)؛ و (هيغام 2014). ] يُنسب المصطلح على نطاق واسع إلى أنه صاغه Adams (1999)، ولكن بصرف النظر عن عنوان العمل، فإنه لا يذكر شيئًا صريحًا عنه سوى أنه «[t] مصطلح» الحركة المفرطة «يُستخدم في هذا المقال للإشارة إلى أنه قد يكون من الممكن أن يكون لديك الكثير من الأشياء الجيدة».